# تپه مرجان قیطول ۲
تپه مرجان قیطول ۲ مربوط به دوره اشکانیان - دوره ساسانیان است و در شهرستان گیلانغرب، بخش مرکزی، دهستان حومه، ۶۰۰ متری جنوب غربی روستای مرجان قیطول واقع شده و این اثر در تاریخ ۲۶ اسفند ۱۳۸۷ با شمارهٔ ثبت ۲۵۷۰۷ به‌عنوان یکی از آثار ملی ایران به ثبت رسیده است.